# Molécula de adhesión celular
Las moléculas de adhesión celular (MAC) son glucoproteínas que se encuentran en la superficie de la mayoría de las células, mediante la adhesión celular célula a célula o la adhesión de la célula con la matriz extracelular. Por ser receptores fluctúan entre estados de alta y baja afinidad con sus respectivos ligandos, los que tienen características de especificad para cada molécula de adhesión.
Todas las moléculas estructuralmente tienen un dominio extracelular, un dominio transmembrana, y un dominio intracelular. El dominio extracelular en ciertas moléculas se desprende de la célula y se solubiliza en el suero, como en el caso de las selectinas.
Las moléculas de adhesión al unirse a su ligando o receptor específico, producen un cambio conformacional en el dominio extracelular que afecta la función de las células, produciendo cambios intracelulares en el citoesqueleto o en su composición química. Esto puede ocurrir como una respuesta fisiológica o una respuesta patológica. Las moléculas de adhesión además están involucradas en la embriogénesis, crecimiento celular, diferenciación celular... etc.
Las moléculas de adhesión comprende cuatro grandes familias:
a. Receptores de la familia de integrinas.
b. Receptores de la superfamilia de inmunoglobulinas.
c. Receptores de la familia de las selectinas.
d. Receptores de la familia de las cadherinas.
Algunos autores consideran que son seis familias e incluyen a los receptores del ácido hialurónico o isoformas de CD44 y a los receptores de la proteína tirosinfosfatasa3-4.

## Función
Las moléculas de adhesión participan en el tráfico de linfocitos entre los órganos de producción, maduración y tejidos. La adhesión leucocitaria se incrementa en sitios de inflamación local, esto favorece el rodamiento celular de leucocitos sobre las células endoteliales cercanas a los focos de inflamación.
La adhesión celular es un proceso aleatorio y la unión entre células generalmente es débil, pero en presencia de sustancias inflamatorias inhibidoras esta unión se convierte en una adhesión fuerte y los leucocitos pueden migrar a través de las células endoteliales por medio de un procesos conocido como diapédesis. Estos procesos permiten a los leucocitos, llegar a la matriz extracelular y el tejido para así, atacar la infección.

## Estructura
Estas proteínas son típicamente receptores transmembrana y están formados por tres dominios: un dominio intracelular que interacciona con el citoesqueleto, un dominio transmembrana que atraviesa la membrana, y un dominio extracelular que interacciona con otras proteínas de adhesión celular del mismo tipo (uniones homofílicas), con otras MAC o con la matriz extracelular (uniones heterofílicas).

## Familias de MACs
La mayoría de las moléculas de adhesión celular pertenecen a cuatro familias de proteínas: la superfamilia de las inmunoglobulinas, las integrinas, las cadherinas, las selectinas. Estas familias se clasifican a su vez con base en la dependencia de calcio para ejercer su actividad.

### MACs independientes de calcio

#### Tipo inmunoglobulina
Las moléculas de adhesión celular tipo inmunoglobulina pueden ser homofílicas o heterofílicas, pudiendo unirse a las integrinas o a otras inmunoglobulinas diferentes. A continuación se muestran las moléculas pertenecientes a esta familia:
- SynCAMs (moléculas de adhesión sinápticas)
- NCAMs (moléculas de adhesión neuronales)
- ICAM-1 (moléculas de adhesión intercelulares)
- VCAM-1 (moléculas de adhesión vasculares)
- PECAM-1 (moléculas de adhesión plaqueto-endoteliales)
- Proteína L1
- CHL1
- Glucoproteína asociada a mielina
- Nectinas

#### Tipo integrina
Las integrinas son una familia de MACs heterofílicas que se unen a las MACs tipo inmunoglobulina o a la matriz extracelular. Forman heterodímeros que se componen de dos subunidades unidas de formas no covalente denominadas alfa y beta. Se han descrito 18 subunidades alfa que se combinan con 9 subunidades beta para dar lugar a 24 tipos de integrina diferentes, aunque, obviamente, no se producen todas las combinaciones posibles entre las subunidades alfa y beta.

### MACs dependientes de calcio

#### Tipo cadherina
Las cadherinas son una familia de MACs homofílicas dependientes de calcio. Los miembros más importantes de esta familia son la E-cadherina (epitelial), la P-cadherina (placentaria) y la N-cadherina (neuronal). Las E-cadherinas forman dímeros que se unen a otros dímeros semejantes en células contiguas; Las N-cadherinas están en el tejido muscular, el cristalino del ojo y las células musculares esqueléticas y cardíacas.

#### Tipo selectina
Las selectinas son una familia de MACs heterofílicas dependientes de calcio que se unen a carbohidratos fusilados, por ejemplo, las mucinas. Los tres miembros más representativos de esta familia son la E-selectina (endotelial), la L-selectina (leucocitaria) y la P-selectina (plaquetaria). El ligando mejor caracterizado de estas tres selectinas es la molécula PSGL-1, que es una glucoproteína tipo mucina expresada en todas las células sanguíneas de la serie blanca. En la inflamación las selectinas L y E median el primer contacto entre los neutrófilos o los monocitos y el endotelio. La expresión de las selectinas es estimulada por mediadores como la histamina y el factor de necrosis tumoral α.

### Tipo receptor homing de linfocitos
Las MACs del tipo receptor homing de linfocitos también son conocidas como adresinas, Son proteínas con un alto grado de glucosilación. Las 3 proteínas más características de esta familia son GLYCAM-1, CD44 y MadCAM-1. La GlyCAM-1 actúa como ligando para la E-selectina, la CD44 del ácido hialurónico y la MadCAM-1 que de α4β7.